# Rabbits
(tagline della serie)
Rabbits (Conigli) è una serie di sette cortometraggi della durata media di circa 6 minuti ciascuno. È stata scritta, diretta e montata da David Lynch nel 2002.
Rabbits narra la storia di 3 conigli antropomorfi (Suzie, Jack e Jane) interpretati da Naomi Watts, Scott Coffey e Laura Elena Harring (che nel terzo episodio è sostituita da Rebekah Del Rio). Sono questi quattro attori già visti anche in Mulholland Drive (2001).
Con Rabbits, Lynch si prende gioco del genere televisivo delle sitcom, il pubblico ride e applaude a comando nei momenti meno opportuni e i conigli antropomorfi conversano disordinatamente. Lynch però vi introduce i temi dell'alienazione e dei rapporti relazionali, che sono il nucleo di questa rappresentazione metafisica della realtà. 
Originalmente la serie fu pubblicata esclusivamente su davidlynch.com per i membri registrati, ma attualmente non è più disponibile sul sito. È invece disponibile, re-editata in una versione di 4 episodi, nel DVD Lime Green Set, una raccolta dei film di Lynch. Dal 9 al 30 giugno 2020, la serie viene distribuita sul canale YouTube DAVID LYNCH THEATER.
Inoltre alcuni spezzoni dei vari episodi di Rabbits sono inseriti nel lungometraggio dello stesso Lynch, Inland Empire - L'impero della mente, dove le scenette dei conigli, anche se in modo astratto, assumono una valenza diversa che le collega alle vicende del film. I tre conigli vengono qui associati a tre misteriosi personaggi polacchi che vivono in una casa nella foresta. Inoltre alcune frasi dei loro dialoghi, come "tanto lo scoprirò un giorno", "nascondo un segreto" e altre simili, sembrerebbero rimandare proprio al rapporto fra la Nikki Grace (Laura Dern) e il marito, protagonisti del film.

## Trama
Il format ricorda quello di una sitcom, con tanto di risate del pubblico registrate; negli episodi, però, non ci sono battute divertenti e il pubblico applaude e ride in momenti apparentemente inappropriati. 
L'azione si svolge interamente all'interno di una squallida stanza illuminata da due lampade. Un divano sta al centro della scena, più indietro un'asse da stiro, in basso un telefono. Qui troviamo la porta d'ingresso, dalla quale farà immancabilmente il suo ingresso Jack (l'unico personaggio che la utilizzerà anche per uscire dalla stanza). In sottofondo, la presenza costante della pioggia e qualche tuono, che ogni volta fa perdere la messa a fuoco della telecamera. 
La sensazione che ne deriva è dunque quella di una dimensione teatrale, piuttosto che cinematografica. L'inquadratura è fissa e non ci sono tagli di montaggio (eccezion fatta per l'episodio 5, giusto il tempo per riprendere per qualche secondo il primo piano del telefono che squilla).
I protagonisti della serie hanno fattezze umane ma una testa da coniglio, entrano, escono, parlano e interagiscono in modo bizzarro. Tra di loro si può solamente supporre una qualche parentela reciproca. 
L'azione è minima e lunghe pause intercorrono nei dialoghi tra i personaggi. Dialoghi che risultano incoerenti per la maggior parte del tempo, sebbene è lasciato intendere che potrebbero essere riconducibili a conversazioni sensate, la cui interpretazione però sfugge. Frequenti sono le allusioni ad un non specificato "esso", al tempo, a un inspiegato mistero. Ciò che emerge chiaramente è che qualcosa di tenebroso è accaduto in seno alla famiglia, un "terribile mistero" che la serie, comunque, non espliciterà mai.
In tre episodi ognuno dei conigli recita a turno strofe incoerenti di poesia, cominciando da Jane e finendo con Suzie. 
Due contrappunti surreali cesellano le varie puntate: una sorta di fiammifero che accende un'enorme sigaretta che brucia la parete alle spalle dei personaggi, ed un viso mostruoso che appare sulla stessa parete e che fa la sua comparsa quando la stanza si colora completamente di rosso.
Nell'ultimo episodio, la cadenza ossessiva di cui erano preda i conigli giunge al termine: la porta si apre e si sente un urlo infernale; i conigli si acquattano spaventati sul sofà e Jane dice: "Mi domando chi sarò [riferendosi a lei stessa]".

## Descrizione
I temi trattati dalla serie si inseriscono pienamente nella filosofia "lynchiana" di cinema e vita: il mistero inestricabile come oppressione alla propria esistenza; il dramma del passato che pesa come un macigno; l'attesa per un atto liberatorio che forse non verrà mai; la memoria incapace di registrare accuratamente le proprie esperienze; la realtà che si piega alla irrealtà; l'individuo che pare sottomesso a forze a lui inconcepibili.
Fin dal suo primo lungometraggio, Eraserhead, le sue soluzioni artistiche hanno sviluppato e delineato una frattura sempre più complessa della psiche umana. Le escursioni psicologiche nei meandri del pensiero umano sono sempre state tematiche molto importanti per Lynch, che nei suoi film più recenti, come Strade perdute, Mulholland Drive e Inland Empire, ha portato all'estremo le questioni legate alla crisi di identità e all'alienazione.
L'atmosfera (e l'architettura) del salotto, per non parlare della colonna sonora (che, come nella maggior parte dei lavori del regista, è curata da Angelo Badalamenti), richiamano alla memoria la Loggia nera del capolavoro televisivo di Lynch, I segreti di Twin Peaks. Anche le posizioni ieratiche assunte dai personaggi e alcune frasi emblematiche sembrano rimandare tutte allo stesso tema, e probabilmente il salotto e i tre conigli fanno parte dello stesso universo surreale, il luogo metafisico extradimensionale nel quale si trova la Red Room, la Rossa Sala d'attesa della Loggia nera.

## Realizzazione
Lynch ha filmato Rabbits in un set allestito nel suo giardino di casa, a Hollywood Hills. Le riprese furono fatte di notte per poter controllare meglio le luci di scena. Lynch stesso afferma che riprendere Watts, Harring e Coffey in un set illuminato da enormi luci fu "una cosa carina". Ad ogni modo, le riprese causarono molto chiasso, con echi che si ripercuotevano tra le colline circostanti, recando disturbo ai vicini.

## Curiosità
- Alain Resnais è stato il primo a mettere teste di roditori giganti sui propri attori, nel film Mio zio d'America del 1980.[5]
- Il gruppo britannico The 1975 rende omaggio alla serie nel videoclip della canzone Somebody Else.